# Kim Chizevsky
Kim Chizevsky (Mattoon, 23 aprile 1968) è una culturista statunitense.

## Carriera
Chizevsky ha ottenuto il suo ingresso nel professionismo vincendo nel 1992 l'IFBB North American Championship, con un peso di circa 79 chili. Nei primi anni di carriera ha avuto un discreto successo in varie competizioni, ottenendo alla fine la vittoria del Ms. International 1993. Tuttavia è il titolo di Ms. Olympia a segnare una svolta nella sua carriera nel culturismo. Chizevsky riesce a battere la sei volte campionessa Lenda Murray nel 1996, ed a sua volta mantiene il titolo per quattro anni consecutivi.
Nel corso degli anni, Kim Chizevsky è progressivamente aumentata di peso, arrivando a gareggiare a Ms. Olympia 1997 con un peso di 94 chili. La Chizevsky ha abbandonato la carriera nel culturismo agonistico dopo aver vinto il titolo Ms. Olympia per la quarta ed ultima volta nel 1999. Ha quindi ridotto di molto la propria massa muscolare ed ha conseguentemente gareggiato in alcune competizioni di fitness e figure, senza però mai ottenere risultati degni di nota.
Nel 2000 Kim Chizevsky è apparsa nel film The Cell - La cellula con Jennifer Lopez.